# Elisávet Teltsidu
Elisávet Teltsidu (en griego: Ελισάβετ Τελτσίδου; Atenas, 8 de noviembre de 1995) es una deportista griega que compite en judo.
Ganó dos medallas de  en el Campeonato Europeo de Judo, en los años 2024 y 2025, en la categoría de –78 kg.
Participó en dos Juegos Olímpicos de Verano, en los años 2020 y 2024, ocupando el séptimo lugar en Tokio 2020, en la categoría de –70 kg.

## Palmarés internacional
| Campeonato Europeo | Campeonato Europeo     | Campeonato Europeo | Campeonato Europeo |
| Año                | Lugar                  | Medalla            | Categoría          |
| ------------------ | ---------------------- | ------------------ | ------------------ |
| 2024               | Zagreb (Croacia)       | Medalla de plata   | –70 kg             |
| 2025               | Podgorica (Montenegro) | Medalla de plata   | –70 kg             |